# Трясохвіст довгохвостий
Трясохві́ст довгохвостий (Cinclodes pabsti) — вид горобцеподібних птахів родини горнерових (Furnariidae). Ендемік Бразилії. Вид названий на честь бразильського ботаніка Гвідо Фредеріко Жоао Пабста.

## Опис
Довжина птаха становить 21-22 см, вага 40-55 г. Верхня частина тіла сірувато-коричнева, тім'я темне, над очима білуваті "брови". Покривні пера крил і махові пера мають охристі края і кінчики. Горло біле, нижня частина тіла охриста.  Хвіст довгий, коричневий, кінчики крайніх стернових пер охристі. Дзьоб довгий, прямий. Лапи сірі.

## Підвиди
Виділяють два підвиди:
- C. p. espinhacensis Freitas, Chaves, Costa, dos Santos, FR & Rodrigues, 2012[5][6] — Серра-ду-Сіпо[en] (Мінас-Жерайс);
- C. p. pabsti Sick, 1969 — південний схід штату Санта-Катарина і північний схід штату Ріо-Гранде-ду-Сул.

## Поширення і екологія
Довгохвості трясохвости мешкають на південному сході Бразилії. Вони живуть на високогірних луках і пасовищах, поблизу води. Зустрічаються на висоті від 750 до 1700 м над рівнем моря. Живляться комахами та іншими безхребетними. Гніздяться серед скель. Сезон розмноження триває з вересня по листопад.

## Збереження
МСОП класифікує стан збереження цього виду як близький до загрозливого. Довгохвостим трясохвостам загрожує знищення природного середовища.